# Стружа (Красницький повіт)
Стружа (пол. Stróża) — село в Польщі, у гміні Красник Красницького повіту Люблінського воєводства.
Населення — 819 осіб (2011).
У 1975-1998 роках село належало до Люблінського воєводства.

## Демографія
Демографічна структура станом на 31 березня 2011 року:
|          | Загалом | Допрацездатний вік | Працездатний вік | Постпрацездатний вік |
| -------- | ------- | ------------------ | ---------------- | -------------------- |
| Чоловіки | 387     | 84                 | 249              | 54                   |
| Жінки    | 432     | 94                 | 249              | 89                   |
| Разом    | 819     | 178                | 498              | 143                  |